# Santa Cruz de la Salceda
Santa Cruz de la Salceda es un municipio y localidad española de la provincia de Burgos, en la comunidad autónoma de Castilla y León, comarca de la Ribera del Duero, partido judicial de Aranda.

## Geografía
Es un pueblo situado en el sur de la provincia de Burgos en la vertiente atlántica, a 881 m s. n. m., a unos 93 km de la ciudad de Burgos y 13 km de Aranda de Duero, bañado por el Arroyo de la Nava que discurre paralelo al río Riaza desembocando en el Duero en el casco urbano de Aranda.

## Demografía
Santa Cruz de la Salceda cuenta con una población de 147 habitantes (INE 2024).
| Gráfica de evolución demográfica de Santa Cruz de la Salceda entre 1842 y 2021                                      |
| |
| Población de derecho según los censos de población del INE Población de hecho según los censos de población del INE |

## Comunicaciones
Autobús: En Vadocondes, a 6 km.

## Museo de los Aromas
El 19 de mayo de 2012 se inaugura el primer museo en España dedicado a los aromas y olores. Fue abierto en las antiguas escuelas del pueblo de Santa Cruz de la Salceda, por iniciativa de la Diputación de Burgos, de la Asociación de Desarrollo de la Ribera del Duero Burgalesa (ADRI) y del propio ayuntamiento de Santa Cruz de la Salceda.
Es un museo interactivo sobre los aromas, único en toda Europa donde se puede reconocer y analizar olores del vino, de perfumes, y aromas relacionados con la salud, el recuerdo,  la naturaleza, el café, los lácteos, las especias, flores, frutas, etc. El edificio es una reproducción de una vivienda con sus propias estancias y objetos de la vida cotidiana.
Han colaborado en el contenido del museo el Consejo Superior de Investigaciones Científicas, componentes de la denominada Red Olfativa Española como el Profesor Abraham Tamir, el doctor Joseph de Haro, el doctor Adolfo Toledano y la directora del museo Concha Vargas.